# Nobuo Suga
Nobuo Suga (* 17. Dezember 1933 in Kobe) ist ein japanisch-US-amerikanischer Neurobiologe.

## Leben
Suga wurde 1963 an der Tokyo Metropolitan University (an der er auch 1958 seinen Bachelor-Abschluss erhielt) in Biologie bei Yasuji Katsuki promoviert. Dort befasste er sich mit neuronaler Verarbeitung von Audiodaten bei Insekten. Ab 1958 war er an der Tokyo Medial and Dental University. Er war als Post-Doktorand 1963/64 an der Harvard University bei Donald Griffin, 1965 an der University of California, Los Angeles (bei Theodore H. Bullock) und 1966 bis 1968 an der University of California, San Diego, Medical School, wohin er Bullock folgte. 1969 wurde er Associate Professor und 1976 Professor für Biologie an der University of Washington.
Er befasst sich mit Neurophysiologie des Hörens und der Verarbeitung von Hörsignalen zur Echoortung und Geschwindigkeitsbestimmung (über den Dopplereffekt) im Gehirn der Fledermäuse einschließlich Cortex-Karten. In jüngster Zeit erforscht er das kortikofugale System (und anderer Teile des Fledermausgehirns außer der Hörrinde) und seine Rolle bei der Verarbeitung und dem Lernen von Audioinformationen.
Suga ist Mitglied der National Academy of Sciences (1998), der American Academy of Arts and Sciences (1992) und der Academy of Sciences in St. Louis. 2004 erhielt er den Ralph-W.-Gerard-Preis. 1993 wurde er US-Staatsbürger.

## Schriften
- mit Katsuki: Neural mechanisms of hearing in insects. Journal of Experimental Biology, Band 37, 1960, S. 279–290
- Biosonar and Neural Computation in Bats. Scientific American, Band 262, Juni 1990
- The extent to which biosonar information is represented in the bat auditory cortex. in: Gerald Edelman (Hrsg.): Dynamical aspects of neocortical function. Wiley 1984
- mit Koichi Tsuzuki: Inhibition and level tolerant frequency tuning in the auditory cortex of the mustached bat. Journal of Neurophysiology, Band 53, 1985, S. 1109–1145
- mit X. Ma: Multiparametric corticofugal modulation and plasticity in the auditory system. Nature Review Neuroscience, Band 4, 2003, S. 783–794.
- mit Z. Xiao: Reorganization of the auditory cortex specialized for echo-delay processing in the mustached bat. Proc. Natl. Acad. Sci. USA, Band 101, 2004, S. 1769–1774.
- mit Z. Xiao: Asymmetry in corticofugal modulation of frequency-tuning in mustached bat auditory system. Proc. Natl. Acad. Sci., Band 102, 2005, S. 19162–19167.
- mit X. Ma: Long-term plasticity evoked by electric stimulation and acetylcholine applied to the auditory cortex. Proc. Natl. Acad. Sci., Band 102, 2005, S. 9335–9340.
- mit W. Ji, E. Gao: Effects of agonists and antagonists of NMDA and ACh receptors on plasticity of bat auditory system elicited by fear conditioning. J. Neurophysiol., Band 94, 2005, S. 1199–1211.